# Фурман Семен Абрамович
Семен Абрамович Фурман (1 грудня 1920, Пінськ — 16 березня 1978, Ленінград) — радянський шаховий тренер, гросмейстер (1966), шаховий теоретик. Тренер Анатолія Карпова. Заслужений тренер СРСР (1973).

## Життєпис
1948 року досягнув свого першого великого успіху на 16-му чемпіонаті СРСР, де посів 3-тє місце, позаду учасників міжзонального турніру Давида Бронштейна і Олександра Котова.
Чудово виступив Фурман і в низці чемпіонатів Ленінграда: 1953 рік — 1-ше місце, 1954 рік — 1-3-тє місця, 1957 рік — 1-2-ге місце.
Вже в 1950-х роках зарекомендував себе як один з найкращих шахових теоретиків країни. За порадою і тренерської допомогою до нього в різні роки зверталися Давид Бронштейн, Михайло Ботвинник, Тигран Петросян, Віктор Корчной.
1968 року Фурман був тренером Корчного в ході його матчу з Самуелем Решевским в 1/4 фіналу матчів претендентів. Вирішивши зробити ставку на дебютну підготовку Корчной понад місяць займався з Фурманом дебютними проблемами.
1963 року Фурман був одним з помічників Михайла Ботвинника на навчально-тренувальному зборі в Підмосков'ї, де познайомився з 12-річним талановитим хлопчиком зі Златоуста Анатолієм Карповим.
Через п'ять років вони обидва вже виступали за збірну Збройних сил, і спілкування стало більш тісним. 1969 року Карпов переїхав до Ленінграда. Фурман став тренером Карпова.
Спілкуючись з Карповим, аналітик Фурман сам помітно прогресував у грі. Після міжнародних турнірів 1966 року в Гаррахові (1-ше місце з виконанням гросмейстерської норми) і 1967 року в Поляниці-Здруй (3-тє місце) Фурман взяв участь у міжнародному турнірі в Мадриді (1973) разом з Карповим і посів 3-тє місце. Настільки ж успішно грав Фурман у Порторожі (1975) і Бад-Лаутербергу (1977), де ставав 3-м призером, а Карпов усюди впевнено брав перші місця.
Починаючи з середини 1960-х років здоров'я Фурмана почало погіршуватися. Він переніс операцію з приводу раку шлунка, але це не зупинило розвиток хвороби і в 1978 році Фурман помер у Ленінграді за три місяці до початку матчу 1978 Карпов-Корчной. Карпов писав, що смерть Фурмана стала для нього і його команди непоправною втратою.
Пам'яті талановитого шахіста, блискучого теоретика і геніального тренера були присвячені шахові меморіали Фурмана, які проводилися від 1982 року.

### Родина
- Дружина — Алла Марківна Фурман.
  - Син — Олександр Семенович Фурман.

## Таблиця результатів[3]
| Рік  | Місто            | Турнір                                                            | +  | −  | =  | Результат | Місце |
| ---- | ---------------- | ----------------------------------------------------------------- | -- | -- | -- | --------- | ----- |
| 1941 | Ленінград        | Першість Ленінграда                                               |    |    |    | 6½ з 16   | 14    |
| 1946 |                  | Всесоюзний турнір першокатегорників                               |    |    |    | з         | [ 3 ] |
|      | Ленінград        | Матч з Костянтином Кламаном                                       | 7  | 1  | 2  | 8 з 10    | [ 5 ] |
|      | Ленінград        | Першість Ленінграда                                               |    |    |    | з 17      | 8—9   |
| 1947 | Ленінград        | Першість Ленінграда                                               |    |    |    | з         | 3—4   |
|      | Свердловськ      | Півфінал 16-го чемпіонату СРСР                                    |    |    |    | з         | 1     |
| 1948 |                  | Всесоюзна першість ДСО «Спартак»                                  | 12 | 1  | 6  | 15 з 19   | 1—2   |
|      | Москва           | 16-й чемпіонат СРСР                                               | 9  | 5  | 4  | 10 з 18   | 3     |
| 1949 | Вільнюс          | Півфінал 17-го чемпіонату СРСР                                    |    |    |    | 11½ з 17  | 1—3   |
|      | Москва           | 17-й чемпіонат СРСР                                               | 9  | 5  | 5  | 11½ з 19  | 5—7   |
| 1950 | Ленінград        | Першість Ленінграда                                               |    |    |    | з         | 3—4   |
|      | Горький          | Півфінал 18-го чемпіонату СРСР                                    |    |    |    | з         |       |
| 1951 |                  | Всесоюзна першість ДСО «Спартак»                                  |    |    |    | з         | 4—5   |
|      |                  | Півфінал 19-го чемпіонату СРСР                                    |    |    |    | з         | 5     |
| 1952 |                  | Півфінал 20-го чемпіонату СРСР                                    |    |    |    | 7 з 17    | 15    |
|      | Челябінськ       | Чвертьфінал 21-го чемпіонату СРСР                                 |    |    |    | 12 з 15   | 1     |
|      | Одеса            | Командна першість СРСР                                            |    |    |    | 5½ з 8    |       |
|      | Ленінград        | Першість Ленінграда                                               |    |    |    | з         | 5—7   |
| 1953 | Ленінград        | Першість Ленінграда                                               | 7  | 0  | 6  | 10 з 13   | 1     |
|      | Ростов-на-Дону   | Півфінал 21-го чемпіонату СРСР                                    |    |    |    | 10½ з 15  | 1—2   |
| 1954 | Київ             | 21-й чемпіонат СРСР                                               | 6  | 5  | 8  | 10 з 19   | 7—9   |
|      | Рига             | Командна першість СРСР                                            |    |    |    | з         |       |
|      | Горький          | Півфінал 22-го чемпіонату СРСР                                    |    |    |    | з         | 2—3   |
|      | Бухарест         | Міжнародний турнір                                                |    |    |    | 10 з 17   | 6—7   |
|      | Ленінград        | Першість Ленінграда                                               |    |    |    | 9 з 12    | 1—3   |
| 1955 | Лодзь            | Командна першість Європи                                          |    |    |    | з         |       |
|      | Ленінград        | Першість Ленінграда                                               |    |    |    | з         | 3—4   |
|      | Рига             | Півфінал 23-го чемпіонату СРСР                                    |    |    |    | з         | 6—8   |
|      | Москва           | 22-й чемпіонат СРСР                                               | 6  | 5  | 8  | 10 з 19   | 10—11 |
| 1956 | Тбілісі          | Півфінал 24-го чемпіонату СРСР                                    |    |    |    | 12½ з 19  | 2     |
| 1957 | Москва           | 24-й чемпіонат СРСР                                               | 5  | 6  | 10 | 10 з 21   | 12    |
|      | Ленінград        | Матч СРСР — Югославія                                             |    |    |    | 3 з 5     |       |
|      | Ленінград        | Першість Ленінграда                                               |    |    |    | 14 з 18   | 1—2   |
|      |                  | Півфінал 25-го чемпіонату СРСР                                    |    |    |    | 11½ з 19  | 3—5   |
| 1958 | Рига             | 25-й чемпіонат СРСР                                               | 2  | 8  | 8  | 6 з 18    | 17    |
|      | Сочі             | Першість РРФСР                                                    | 8  | 3  | 8  | 12 з 19   | 2—4   |
|      | Москва           | Півфінал 26-го чемпіонату СРСР                                    |    |    |    | 11 з 15   | 2     |
| 1959 | Тбілісі          | 26-й чемпіонат СРСР                                               | 3  | 6  | 10 | 8 з 19    | 15    |
|      |                  | Півфінал 27-го чемпіонату СРСР                                    |    |    |    | з         | 5     |
|      |                  | Спартакіада народів СРСР                                          |    |    |    | з         |       |
| 1960 | Москва           | Матч Москва — Ленінград                                           |    |    |    | з         |       |
|      | Одеса            | Півфінал 28-го чемпіонату СРСР                                    |    |    |    | з         | 3—5   |
|      |                  | Матч Ленінград — Будапешт, 4-та шахівниця, проти Левенте Лендьєла |    |    |    | 2½ з 4    |       |
| 1961 | Москва           | 28-й чемпіонат СРСР                                               | 6  | 6  | 7  | 9½ з 19   | 11    |
| 1962 | Ленінград        | Матч Москва — Ленінград                                           |    |    |    | з         |       |
| 1963 |                  | Командна першість СРСР                                            | 2  | 0  | 3  | 3½ з 5    |       |
|      |                  | Півфінал 31-го чемпіонату СРСР                                    |    |    |    | з         | 4—5   |
|      |                  | Турнір дружніх армій                                              |    |    |    | з         |       |
|      |                  | Командна першість Збройних сил                                    |    |    |    | 4½ з      |       |
|      | Ленінград        | 31-й чемпіонат СРСР                                               | 3  | 5  | 11 | 8½ з 19   | 14—15 |
| 1964 | Ленінград        | Першість Ленінграда                                               |    |    |    | з         | 5     |
|      |                  | Півфінал 33-го чемпіонату СРСР                                    |    |    |    | з         |       |
| 1965 | Таллінн          | 33-й чемпіонат СРСР                                               | 8  | 4  | 7  | 11½ з 19  | 4—5   |
| 1966 | Гаррахов         | Відкритий чемпіонат ЧРСР                                          |    |    |    | 12 з 17   | 1     |
| 1967 | Поляница-Здруй   | Міжнародний турнір                                                | 8  | 1  | 6  | 11 з 15   | 3     |
|      | Київ             | Командна першість Збройних Сил                                    |    |    |    | 5 з 7     |       |
|      | Харків           | 35-й чемпіонат СРСР                                               |    |    |    | 8½ з 13   | 10    |
| 1968 | Ленінград        | Командна першість Збройних Сил                                    |    |    |    | з         |       |
| 1969 | Ростов-на-Дону   | Півфінал 37-го чемпіонату СРСР                                    |    |    |    | з         | 3     |
|      | Москва           | 37-й чемпіонат СРСР                                               | 3  | 11 | 8  | 7 з 22    | 22    |
| 1970 |                  | Матч Ленінград — Прага                                            |    |    |    | 3½ з 4    |       |
| 1971 | Горі             | Турнір пам'яті В. Карсіладзе                                      | 7  | 2  | 4  | 9 з 13    | 2—3   |
|      | Даугавпілс       | Півфінал 39-го чемпіонату СРСР                                    |    |    |    | 8½ з 17   | 7—8   |
| 1972 | Москва           | Всесоюзна шахова Олімпіада                                        |    |    |    | 5½ з 8    |       |
|      | Ленінград        | Матч Ленінград — Латвія, на 3-й шахівниці проти Яніса Клованса    | 0  | 0  | 2  | 1 з 2     |       |
|      | Батумі           | Першість Збройних Сил                                             |    |    |    | з         | 1—2   |
|      | Баку             | 40-й чемпіонат СРСР                                               | 6  | 5  | 10 | 11 з 21   | 8—9   |
| 1973 |                  | Півфінал 41-го чемпіонату СРСР                                    |    |    |    | з         | 2—3   |
|      | Тбілісі          | 41-й чемпіонат СРСР, перша ліга                                   |    |    |    | з         |       |
|      | Мадрид           | Міжнародний турнір                                                |    |    |    | 10 з 15   | 3     |
| 1975 | Порторож/Любляна | Міжнародний турнір                                                | 5  | 1  | 9  | 9½ з 15   | 3—5   |
|      | Рига             | Спартакіада народів СРСР                                          |    |    |    | 5½ з 8    |       |
|      | Єреван           | 43-й чемпіонат СРСР                                               | 2  | 7  | 6  | 5 з 15    | 14    |
| 1976 |                  | 44-й чемпіонат СРСР, перша ліга                                   |    |    |    | з         | 17    |
| 1977 | Бад-Лаутерберг   | Вілкритий чемпіонат ФРН                                           | 5  | 2  | 8  | 9 з 15    | 3     |